# Franz Bauer (pedagog, 1930)
Franz Bauer (23. června 1930 Poběžovice – 2. listopadu 2020 Bamberk) byl německý klasický filolog a gymnaziální učitel. Zasazoval se o smíření mezi Němci a obyvateli východoevropských zemí, zejména Čech.

## Život a studium
Franz Bauer vyrostl jako syn malého rolníka a ševce v Poběžovicích, v malém městečku v okrese Domažlice. V letech 1943–1945 navštěvoval školu v blízkém Horšovském Týně. V roce 1946 byl spolu s rodinou vysídlen do Německa na zemědělskou samotu u Mödingenu. Po maturitě v Dillingenu (dnes Johann-Michael-Sailer-Gymnasium) studoval klasickou filologii (latinu a starořečtinu), historii a filozofii na univerzitách v Erlangenu (Friedrich-Alexander-Universität) a v Mnichově (Ludwig-Maximilian-Universität).

## Pedagogická působnost
Od roku 1958 učil na humanistickém gymnáziu Franze Ludwiga v Bamberku, které od roku 1982 až do své penze vedl jako ředitel. Během jeho působení ve vedení školy byla zahájena partnerská spolupráce s maďarským gymnáziem Mátyáse Királyho ve Fonyódu a s českým gymnáziem v Mnichově Hradišti.

## Snahy o smíření
V roce 1952 založil Franz Bauer spolu s dalšími skupinu “Heimattreffen” odsunutých obyvatel Poběžovic. Byl take spoluvydavatelem knihy Poběžovice, kniha vzpomínek (něm. Ronsperg, Ein Buch der Erinnerung (1970)), kroniky, která zachycovala dějiny a život Poběžovic až do odsunu německých obyvatel na konci války.
Do roku 2019 psal pravidelně články do časopisu Heimatbote für den Kreis Bischofteinitz, dnes části Sudetoněmeckých novin (Sudetendeutsche Zeitung) o lidech ze svého domovského města a o tamějším životě až do vysídlení německého obyvatelstva.  Je také uveden jako šumavský autor v online knize Kohoutí kříž ('S Hohnakreiz) Jihočeské vědecké knihovny v Českých Budějovicích.
Vědomosti Franze Bauera našly své uplatnění také v historickém rodinném románu Bernharda Setzweinse o poběžovické hraběcí rodině Coudenhove-Kalergi Der böhmische Samurai (Český samuraj, 2017), stejně jako v biografii Masumi Schmidt-Murakiové Die Gräfin kam aus Tokio – Das Leben von Mitsuko Coudenhove-Kalergiové (Hraběnka přišla z Tokya – Život Mitsuko-Coudenhove-Kalergi). Bernhard Setzwein se Franzem Bauerem zabýval také v knize Einen Moment bitte! Oder zwei? Begegnungen über die bayerisch-böhmische Grenze (Okamžik , prosím! Nebo dva? Setkání na bavorsko-české hranici).
V letech 1962 až 1996 byl Franz Bauer předsedou Ackermann-Gemeinde v diecézi Bamberk a v roce 2018 byl jmenován jejím čestným předsedou. V letech 1990 až 2010 byl take předsedou Institutum Bohemicum, Kultur und Bildungswerks der Ackermann-Gemeinde. Ackermann-Gemeinde je spolek v německé katolické církvi, založený sudetoněmeckými katolíky s důrazem na praktickou mírovou spolupráci a smíření s východoevropskými národy.
Franz Bauer přiblížil početnými publikacemi zájemcům dějiny Čech a ostatních východoevropských zemí a take těžkosti s integrací odsunutého německého obyvatelstva. Po mnoho let byl také stálým spolupracovníkem Königsteiner Hefte. K porozumění a smíření mezi Čechy a Němci přispěl také díky své práci o Přemyslu Pitterovi, který během 2. světové války ukrýval české, židovské a německé děti.
Díky iniciativě Franze Bauera byl v roce 2018 postaven památník Jana ze Žatce v jeho domovské Šitboři (něm. Schüttwa). Jan ze Žatce (někdy uváděn i kako Johannes z Teplé) byl básník pozdního středověku, který psal latinsky, česky a německy. Do nové němčiny převedl take disputaci Oráč z Čech (něm. Der Ackermann und der Tod), ve které rolník diskutuje a žaluje Smrt za smrt své ženy. Název díla se stal předlohou pro název společnosti Ackermann-Gemeinde.

## Vyznamenání a členství
- Terciář Německého řádu (dříve Řád německých rytířů)[19] (1981)
- Čestný člen Univerzity v Bamberku[20] (1992)
- Záslužný řád Spolkové republiky Německo (1993)
- Komtur Řádu Sv. Silvestra (lat. Ordo Sancti Silvestri Papae – papežské vyznamenání určené laikům za zásluhy o Svatý stolec) (1999)